# Gare d’Andrésy
Gare d’Andrésy vasútállomás Franciaországban, Andrésy településen.

## Vasútvonalak
Az állomást az alábbi vasútvonalak érintik:
- Párizs-Saint-Lazare-Mantes-Station via Conflans-Sainte-Honorine-vasútvonal

## Kapcsolódó állomások
A vasútállomáshoz az alábbi állomások vannak a legközelebb:
- Gare de Chanteloup-les-Vignes (Gare de Vernon, Transilien J vonal)
- Halte de Maurecourt (Paris Gare Saint-Lazare, Transilien J vonal)